# دي فالين

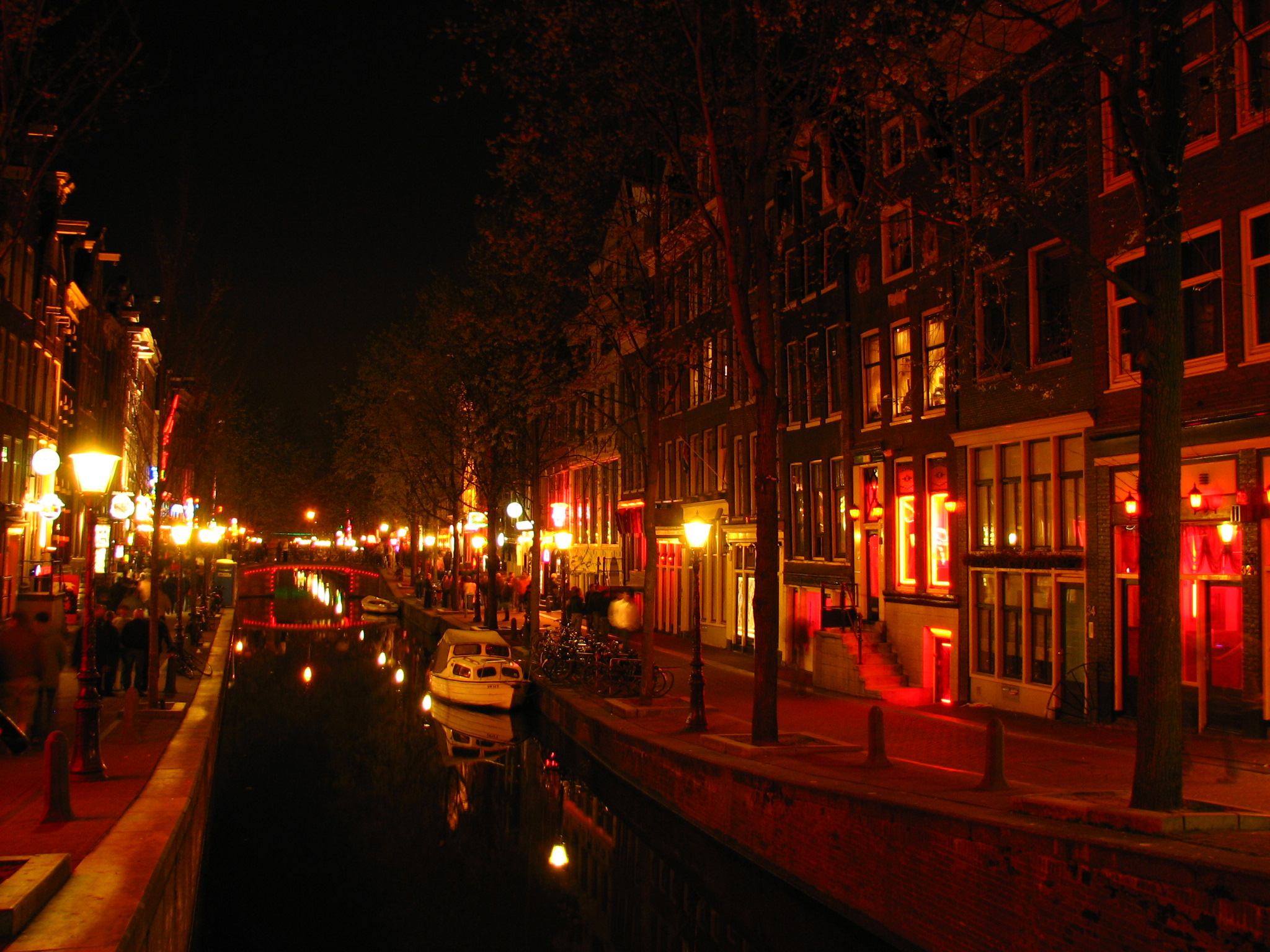
الشارع الأحمر، أمستردام ليلاً

دي فالين (تنطق بالهولندية: [də ˈʋɑlə(n)]) أو De Walletjes (تنطق بالهولندية: [də ˈʋɑləcəs]) هي أكبر شارع معروف في أمستردام هولندا، ويتكون من شبكة من صفوف بيوت الدعارة، حوالي 300 كابينة، تؤجرها فتاة الليل، وبها عادة نافذة أو فاترينة تضاء ليلاً بالضوء الأحمر. وهذا الشارع من أكثر المعالم جذباً للسياحة في أمستردام.

## معرض صور

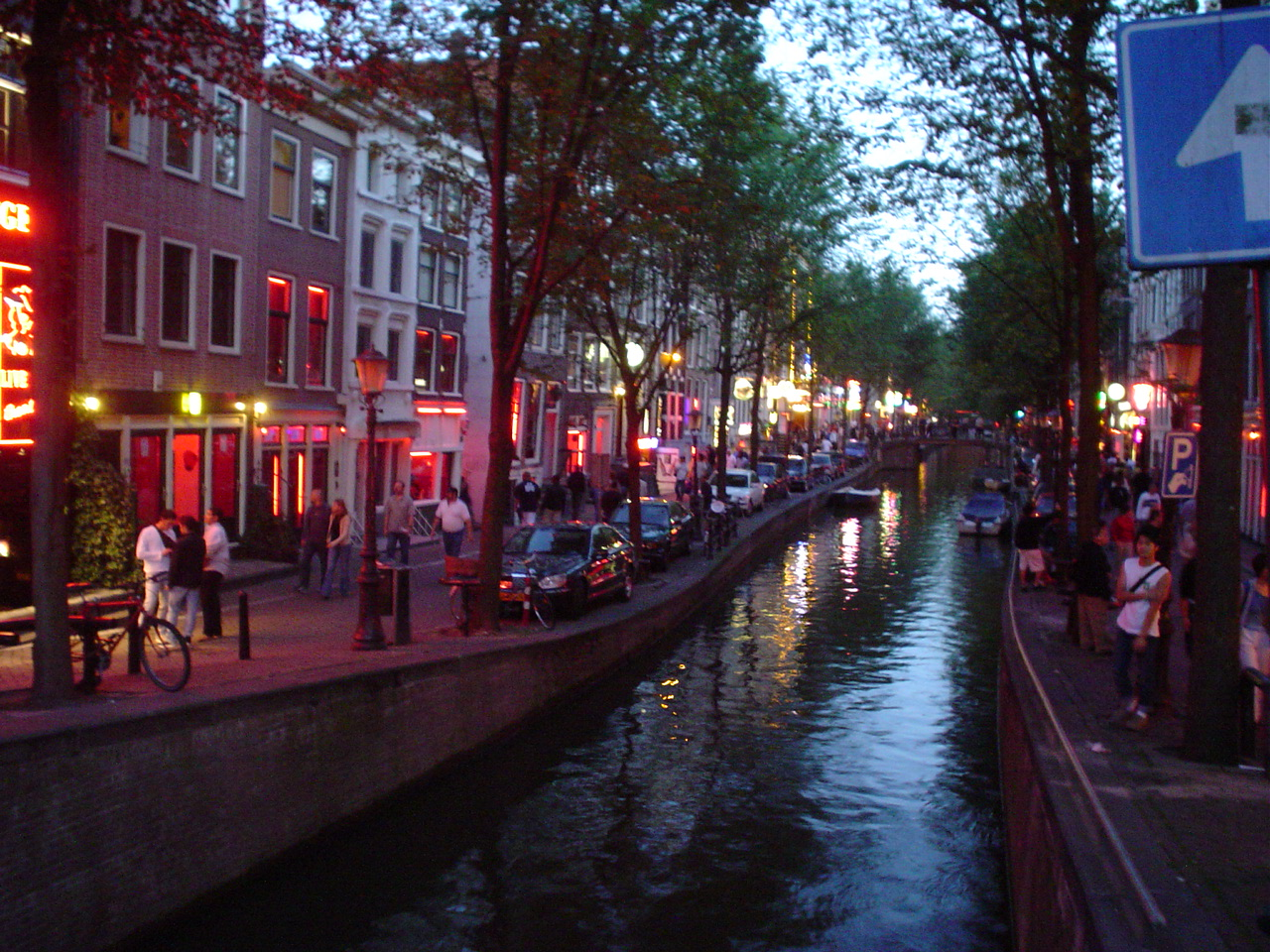
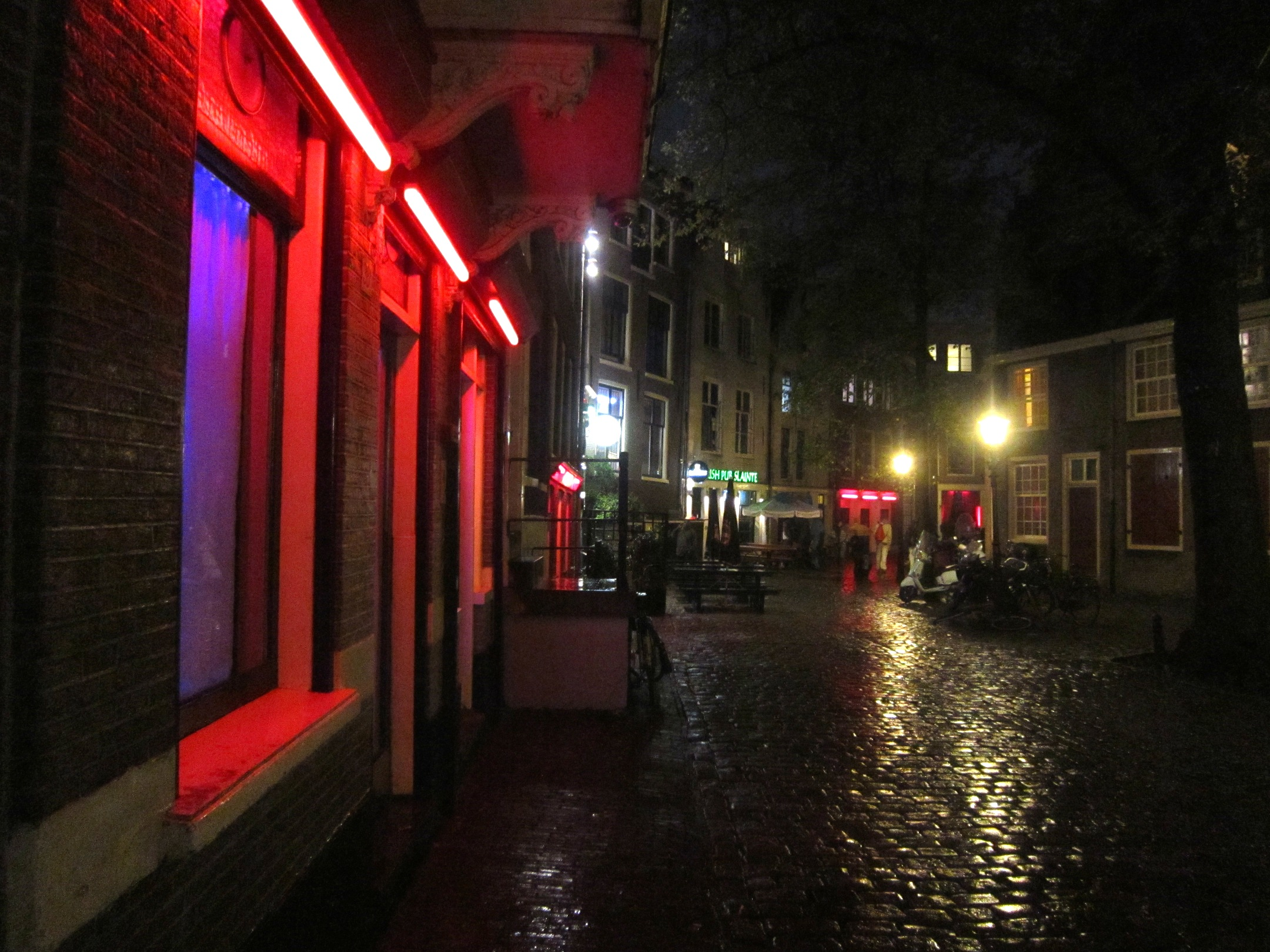
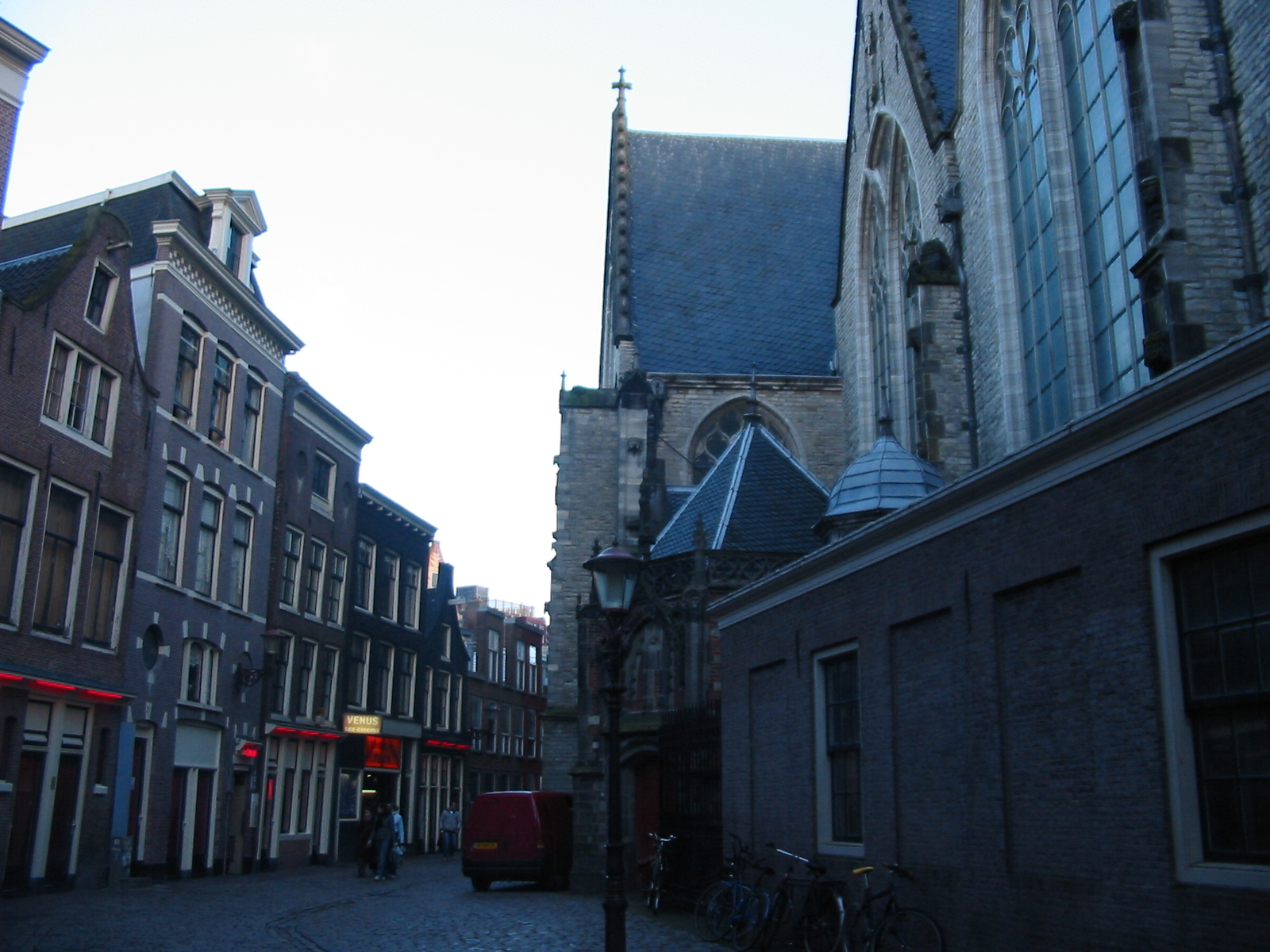